# (19763) Klimesh
(19763) Klimesh (2000 MC) – planetoida z pasa głównego asteroid okrążająca Słońce w ciągu 3,7 lat w średniej odległości 2,39 j.a. Odkryta 18 czerwca 2000 roku.